# Aloe namibensis
Aloe namibensis är en grästrädsväxtart som beskrevs av Giess. Aloe namibensis ingår i släktet Aloe och familjen grästrädsväxter. IUCN kategoriserar arten globalt som livskraftig.
Artens utbredningsområde är Namibia. Inga underarter finns listade i Catalogue of Life.